# Femmes d'affaires
Pour plus de détails, voir Fiche technique et Distribution.
Femmes d'affaires (titre original : Traveling Saleslady) est un film américain réalisé par Ray Enright, sorti en 1935 et produit par les studios Warner Bros.

## Fiche technique
- Titre original : Traveling Saleslady
- Scénario : F. Hugh Herbert, Manuel Seff, Benny Rubin, d'après une histoire de Frank Howard Clark
- Photographie : George Barnes
- Musique : Bernhard Kaun
- Costumes : Orry-Kelly
- Direction artistique : Anton Grot, Arthur Gruenberger
- Montage : Owen Marks
- Producteur : Samuel Bischoff
- Société de production : Warner Bros.
- Durée : 63 minutes
- Dates de sortie : 
  - États-Unis : 28 mars 1935
  - France : 23 août 1935

## Distribution
- Joan Blondell : Angela Twitchell
- Glenda Farrell : Claudette
- William Gargan : Pat O'Connor
- Hugh Herbert : Elmer
- Grant Mitchell : Rufus Twitchell
- Al Shean : Schmidt
- Ruth Donnelly : Mrs. Twitchell
- Johnny Arthur : Melton
- Bert Roach : Harry
- Joseph Crehan : Murdock
- Mary Treen : Miss Wells
- James Donlan : Andy McNeill
- Gordon Elliott : Freddie
- Carroll Nye : Burroughs
- Harry Holman : l'oncle de Pat O'Connor
- Selmer Jackson : J.C. Scoville

Acteurs non crédités
- Glen Cavender : le commis d'hôtel
- Don Downen : garçon de bureau
- Arthur Hoyt : un délégué
- Olaf Hytten : le majordome de Twitchell
- Olive Jones : Miss Henry
- Milton Kibbee : sténographe
- Frances Lee : secrétaire
- Billy May : l'annonceur
- Hattie McDaniel : Martha Smith
- Paul Panzer : le barman
- John J. Richardson : un délégué
- Buddy Roosevelt : un délégué
- Ferdinand Schumann-Heink : greffier
- Harry Seymour : l'acheteur
- Eddie Shubert : le pilote
- Gertrude Sutton : la secrétaire de McNeill
- Jack Wise : un délégué